# 그놈 비디오
그놈 비디오(GNOME Videos, 과거 명칭: 토템/Totem)는 그놈 컴퓨터 데스크톱 환경을 위한 미디어 플레이어(오디오 및 비디오)이다. 그놈 비디오는 클러터와 GTK+ 툴킷을 사용한다. 버전 2.10(2005년 3월 출시)부터 그놈에 공식 포함되었으나 사실상 이미 대부분의 그놈 환경에 포함되었다. 토템은 재생을 위해 GStreamer를 버전 2.27.1까지 사용하며 GStreamer 대신 Xine 라이브러리를 사용하도록 구성할 수도 있다.
그놈 비디오는 GPL-2.0 이상 라이선스의 요건에 종속되는 자유-오픈 소스 소프트웨어이다.